# Out of Step
Out of Step is het enige studioalbum van de Amerikaanse hardcorepunkband Minor Threat. Het album werd in april 1983 uitgegeven door Dischord Records. Hoewel het in beperkte oplage als cd en cassette is uitgegeven, is het album hoofdzakelijk als lp uitgegeven. De jonste persing stamt uit 2010. Out of Step is in zijn geheel ook te horen op het verzamelalbum Complete Discography (1989).
Out of Step werd goed ontvangen en wordt gezien als een invloedrijk werk binnen de Amerikaanse hardcore punk. Het album is te vinden in veel muzieklijsten, onder andere van The Guardian, Pitchfork en Spin. Het is ook te vinden in het naslagwerk 1001 Albums You Must Hear Before You Die.

## Achtergrond
Na een tijdelijke breuk in 1982, ging Minor Threat in januari 1983 de Inner Ear Studios binnen om Out of Step op te nemen. Tegen deze tijd was Brian Baker, de voormalige basgitarist, de tweede gitarist geworden en was Steve Hansgen sinds 1982 de nieuwe basgitarist. Het album werd opgenomen in de Inner Ear Studios in Arlington County en werd als tiende uitgave van Dischord Records uitgebracht. De hoes toont een kudde schapen met een enkel zwart schaap dat zich afwendt en in een andere richting rent.
In mei en juni 1983 reisde John Loder, oprichter van het Engelse platenlabel Southern Studios, naar New York om daar Minor Threat te zien optreden. Loder bood de band aan om Out of Step in ook het Verenigd Koninkrijk uit te brengen. De band wist dat hij met Crass samenwerkte, wat ertoe leidde dat ze het aanbod accepteerden met een langdurige relatie tussen Dischord Records en Southern Studios als gevolg. Out of Step hetzelfde jaar nog uitgegeven op de Britse markt. Eenheden van deze persing werden door Dischord Records als aparte albumversies ook uitgebracht op de Amerikaanse markt, waar het label vanwege geldgebrek dringend om nieuwe persingen verlegen zat, en op de Duitse markt. De Duitse versie van het album gebruikt Duitstalige nummertitels. De hoes van de Duitse versie is voorzien van een groene streep, de Britse van een rode streep en de Amerikaanse van een blauwe streep.
Nadat Out of Step in 1983 op vinyl was uitgegeven, werd het in 1986 door Dischord Records als muziekcassette uitgegeven. In 2007, 2008 en 2010 volgde er weer nieuwe vinylpersingen. Het is ook op cd te horen als onderdeel van het verzamelalbum Complete Discography. Deze laatstgenoemde persingen zijn geremasterde albumversies.

## Nummers
De Duitstalige titels van de nummers zijn respectievelijk Verraten, Es folgt uns, Denk wieder, Schau zurück und lach, Eine rührselige Geschichte, Ohne Grund, Kleiner Freund en Nicht angepaßt. "Cashing In" was op de eerste versies van het album een hidden track en had dus nog geen titel.
1. "Betray" - 3:04
2. "It Follows" - 1:50
3. "Think Again" - 2:18
4. "Look Back and Laugh" - 3:16
5. "Sob Story" - 1:50
6. "No Reason" - 1:57
7. "Little Friend" - 2:18
8. "Out of Step" - 1:20
9. "Cashing In" - 3:43

## Band
- Ian MacKaye - zang
- Lyle Preslar - gitaar
- Brian Baker - slaggitaar
- Steve Hansgen - basgitaar
- Jeff Nelson - drums